# Isabella Charlotte de Rohan-Chabot
Pour les articles homonymes, voir Fitzgerald.
Isabella Charlotte de Rohan-Chabot, née le 16 juillet 1784 et morte en 1868, est une aristocrate et écrivaine irlandaise.

## Biographie
Isabella Charlotte de Rohan-Chabot est née Isabella Charlotte FitzGerald, le 16 juillet 1784 à Leinster House à Dublin. Elle est la quatrième fille de William FitzGerald (2e duc de Leinster) et d'Emilia Olivia (née de Saint-Georges). Son oncle est lord Edward FitzGerald. Durant son enfance, elle vit dans les maisons familiales de Leinster House, de Carton House dans le comté de Kildare et de Frescati House à Blackrock. La famille fuit vers Dublin pendant la rébellion de 1798,.
Elle déménage à Cheltenham dans le Gloucestershire en 1805, où elle rencontre et tombe amoureuse de William Henry Lyttleton. Sa famille n'approuve pas cette union et le couple ne se marie donc pas. Elle visite souvent Londres où elle est hébergée par sa sœur, lady Olivia Kinnaird. Elle est de plus en plus connue dans la haute société. Elle épouse un officier français qui vit à Londres en juin 1809, Louis Guillaume de Rohan-Chabot, comte de Chabot, fils de Charles Rosalie de Rohan-Chabot, comte de Jarnac. Sa mère est Elizabeth Smyth of Tinna Park, dans le comté de Wicklow. Chabot voyage avec son mari au Portugal en 1811, où ils vivent avec le marquis d'Anjega à Belem. Lorsque son mari tombe malade, le couple retourne en Angleterre et affronte une violente tempête dans le golfe de Gascogne. Pendant le voyage, leur fils nouveau-né, lui aussi malade, décède,.
Chabot retourne visiter l'Irlande, en 1812, et de nouveau en 1813 pour la naissance de sa fille, Olivia. À la suite de la restauration de la monarchie française en 1814, son mari est nommé aide-de-camp du duc d'Orléans et Chabot devient une dame d'honneur de la duchesse Marie-Amélie de Naples et de Sicile. La famille vit à Paris, où en tant que membre de la société française, elle rencontre le futur George IV à une soirée. Après l'évasion de Napoléon de l'île d'Elbe en 1815, Chabot quitte la France et retourne à Carton House. Là, elle donne naissance à un autre fils, Philippe. À la suite de la défaite de Napoléon à Waterloo, Chabot rendu à la France de prendre ses fonctions en tant que dame d'honneur de la duchesse d'Orléans et de la vie au Château de Villiers et le Palais-Royal.
En 1819, elle visite l'Irlande pendant une longue période. Pour le retour en Angleterre, Elle voyagea avec George IV en 1821 sur le yacht royal après que la visite royale en Irlande. Son mariage est rompu en 1825 et elle devient dépressive. Elle reste en service en tant que dame d'honneur, et quand le duc d'Orléans est couronné roi des français sous le nom Louis-Philippe, elle devient première dame d'honneur de la reine Marie-Amélie. Chabot meurt en 1868.
Un descendant, le comte de Chambrun de Château Lagrange découvre son journal en 1984. Celui-ci couvre la période de 1806 à 1825, depuis sa jeunesse en Irlande, son expérience de la vie pendant la rébellion de 1798 et sa vie en France et en Angleterre.